# Loch Eil
Loch Eil (w szkockim gaelickim, Loch Iall) – zatoka (loch) na zachodnim wybrzeżu Szkocji. Łączy się ono z Loch Linnhe, niedaleko od miasta Fort William.